# Kadra (czasopismo)
Kadra – polskie czasopismo literackie wydawane przez grupę literacką Kadra. W 1930 ukazały się trzy numery pisma. Z czasopismem byli związani m.in. Jan Szczawiej, Wiesław Wernic i Ludwik Fryde.